# نوشین احمدی خراسانی
نوشین احمدی خراسانی از بنیان‌گذاران مرکز فرهنگی زنان، از اعضای اولیه کمپین یک میلیون امضا و از فعالان جنبش زنان در ایران است.
نوشین خراسانی نشر توسعه را از سال ۱۳۶۹ به همراه همسرش جواد موسوی خوزستانی اداره می‌کند. او از سال ۱۳۷۳ در نشریات مختلف به نوشتن مقاله‌هایی دربارهٔ مسایل زنان و چاپ کتاب می‌پردازد. همچنین فصلنامه جنس دوم را که از نخستین نشریه‌های مستقل زنان بعد از انقلاب و شامل مجموعه مقالاتی دربارهٔ مسایل زنان بود را از سال ۱۳۷۷ منتشر می‌کرد. نوشین احمدی خراسانی نخستین «سالنامه زنان ایران» را نیز منتشر کرده‌است. او با نشریه‌هایی همچون نامه نیز همکاری داشت و سردبیری فصلنامه فصل زنان را برعهده داشت. شماره اول و دوم و سوم این فصلنامه توسط نشر «توسعه» و شماره‌های بعد توسط انتشارات روشنگران و مطالعات زنان منتشر شد.
گزارشگران بدون مرز، در ۸ مارس ۱۳۹۳ (روز جهانی زن)، از نوشین احمدی خراسانی به همراه ۹ تن از روزنامه نگاران دیگر در سراسر دنیا تجلیل به عمل آورد.

## زندگی
احمدی خراسانی زاده ۱۳۴۸ است. او ابتدا در رشته بهداشت در دانشگاه تهران و سپس در رشته مترجمی زبان انگلیسی از دانشگاه آزاد کارشناسی گرفت و کارشناسی ارشد خود را در رشته مطالعات زنان در دانشگاه تهران ادامه داد.
نوشین احمدی خراسانی سردبیر سایت مدرسه فمینیستی است. احمدی دارای تالیفات و ترجمه‌های مختلفی در حوزه مسائل زنان است. نوشین احمدی خراسانی به دلیل حضور و سازماندهی تجمع ۲۲ خرداد ۱۳۸۵ در میدان هفت تیر دادگاهی شد و به ۳ سال حبس محکوم شد. وی بار دیگر در ۱۳ اسفند ۱۳۸۵ به همراه ۳۲ تن دیگر از فعالان جنبش زنان دستگیر شد و سپس دادگاهی گردید.
نوشین احمدی خراسانی، روز ۲۹ شهریور ۱۳۸۹ با احضاریه کتبی به شعبه ۵ دادسرای ویژه مستقر در زندان اوین احضار شد.
در پی این احضاریه، وی در روز چهارشنبه ۳۱ شهریور ماه ۱۳۸۹، پس از چندین ساعت بازجویی کتبی، و تشکیل یک پرونده جدید در شعبه ۵ دادسرای اوین، توسط بازپرس پرونده تفهیم اتهام شد. اتهام وارده بر وی «فعالیت تبلیغی علیه نظام از طریق نوشتن و درج مطالب علیه نظام در سایت مدرسه فمینیستی، و شرکت در تجمعات غیرقانونی پس از انتخابات ۱۳۸۸» بود. پس از تفهیم اتهام، نوشین احمدی خراسانی از خود دفاع کرد و پس از آن، برای وی قرار کفالت صادر شد. او پس از معرفی کفیل، نهایتاً تا تشکیل دادگاه اش آزاد شد. دادگاه نوشین احمدی خراسانی در روز ۲۲ اسفندماه ۱۳۹۰ به اتهام فعالیت تبلیغی علیه نظام از طریق نوشتن و درج مطالب علیه نظام در برخی سایت‌های اینترنتی و شرکت در تجمعات غیرقانونی محاکمه شد و در ۲۰ خرداد ۱۳۹۱ حکم وی به وکیل او، فریده غیرت، ابلاغ شد. طی این حکم او به یک سال حبس که به مدت ۵ سال به حالت تعلیق درمی آید محکوم شد.

### مجله
- از ۱۳۷۳ - فصلنامۀ جنس دوم
- سالنامه زنان ایران (از سال ۱۳۷۷–۱۳۸۱)
- سالنامه حقوقی زنان ایران
- ۱۳۸۰ - سالنامه زنان ایران به زبان انگلیسی
- ۱۳۸۱–۱۳۸۳ فصلنامه فصل زنان، مجموعهٔ آراء و دیدگاه‌های فمینیستی

### کتاب
- ۱۳۷۷ - زنان بی‌گذشته (مجموعه داستان)
- ۱۳۸۰ - زنان زیر سایۀ پدرخوانده‌ها (مجموعه مقالات)
- ۱۳۸۲ - سناتور: فعالیت‌های مهرانگیز منوچهریان بر بستر مبارزات حقوقی زنان در ایران، (با همکاری پروین اردلان)
- ۱۳۸۶ - کمپین یک میلیون امضا: روایتی از درون[۱۰][۱۱]
- ۱۳۸۷ - دفترچه خاطرات شانزده زن ایرانی
- ۱۳۹۰ - حجاب و روشنفکران[۱۲]
- ۱۳۹۱ - بهار جنبش زنان[۱۳]

### ترجمه
- جامعه‌شناسی در ایران، نوشتۀ علی‌اکبر مهدی و عبدالعلی لهسایی‌زاده، تهران: نشر توسعه، چاپ اول: ۱۳۷۵.
- فرهنگ نظریه‌های فمینیستی، نوشتۀ سارا گمبل و مگی هام، ترجمۀ فیروزه مهاجر، نوشین احمدی خراسانی و فرخ قره‌داغی، تهران: توسعه، چاپ اول: ۱۳۸۲.
- جنبش حقوق زنان در ایران: طغیان، افول و سرکوب از ۱۲۸۰ تا انقلاب ۵۷، نوشتۀ الیز ساناساریان، تهران: اختران، چاپ اول: ۱۳۸۴.
- زنستان، نوشتۀ شارلوت پرکینز گیلمن، تهران: نشر توسعه، چاپ اول: ۱۳۸۸.[۱۴]